# San Martín de Valderaduey
San Martín de Valderaduey es un municipio y localidad de España, en la provincia de Zamora, comunidad autónoma de Castilla y León.

## Historia
La presencia humana en estas tierras debió ser muy temprana, según algunos hallazgos, como el de un yacimiento megalítico (Teso del Oro). Ocuparon esta zona más tarde los vacceos, celtíberos que cultivaban cereales.
En tiempos medievales, durante la Reconquista, Alfonso III decidió repoblar la zona con gentes de variados lugares, integrando la localidad en el Reino de León que legó a su hijo García I de León. De esta manera, San Martín se fundó en el siglo X, siendo mencionado ya en documentos medievales del Monasterio de Sahagún.
En el siglo XIV San Martín pasó a manos de los Fernández de Velasco, duques de Frías, pasando por este hecho a depender de Burgos en el voto en Cortes desde el siglo XV, al integrar la denominada Provincia de las Tierras del Condestable, si bien en otros ámbitos siguió dependiendo del Notario Mayor del Reino de León.
Tras la pérdida de la condestabilía de los Velasco en 1711, San Martín, junto al resto de la Tierra de Villalpando, dejó de pertenecer a la Provincia de las Tierras del Condestable, pasando a hacerlo de León, en cuya provincia aparece integrado en 1786 en el mapa de Tomás López titulado ‘Mapa geográfico de una parte de la provincia de León’.
A comienzos del XIX, durante la Guerra de Independencia, las tropas españolas capturaron en San Martín de Valderaduey a ocho soldados galos de la guarnición de Villalpando, siendo fusilado uno de ellos. El general francés Jouniers ordenó una contundente represalia, incendiando el pueblo y ahorcando a cuantos hombres fueron capturados, catorce en total, en las ramas de un mismo árbol. Sus restos recibieron sepultura en la iglesia parroquial en 1824. Durante mucho tiempo, a la entrada del pueblo, donde se decía que estaba aquel árbol, los naturales rezaban una oración en su recuerdo.
Finalmente, con la creación de las actuales provincias en 1833, San Martín de Valderaduey quedó adscrito inicialmente en el partido judicial de Medina de Rioseco, en la provincia de Valladolid, si bien tras las reclamaciones de los concejos del área villalpandina, quedó plenamente integrado a partir de 1858 de la provincia de Zamora, dentro esta de la Región Leonesa.

## Geografía humana

### Demografía
Cuenta con una población de 45 habitantes (INE 2024).
| Gráfica de evolución demográfica de San Martín de Valderaduey entre 1842 y 2021                                       |
| |
| Población de derecho según los censos de población del INE. Población de hecho según los censos de población del INE. |

## Administración
| Periodo   | Nombre                       | Partido |
| --------- | ---------------------------- | ------- |

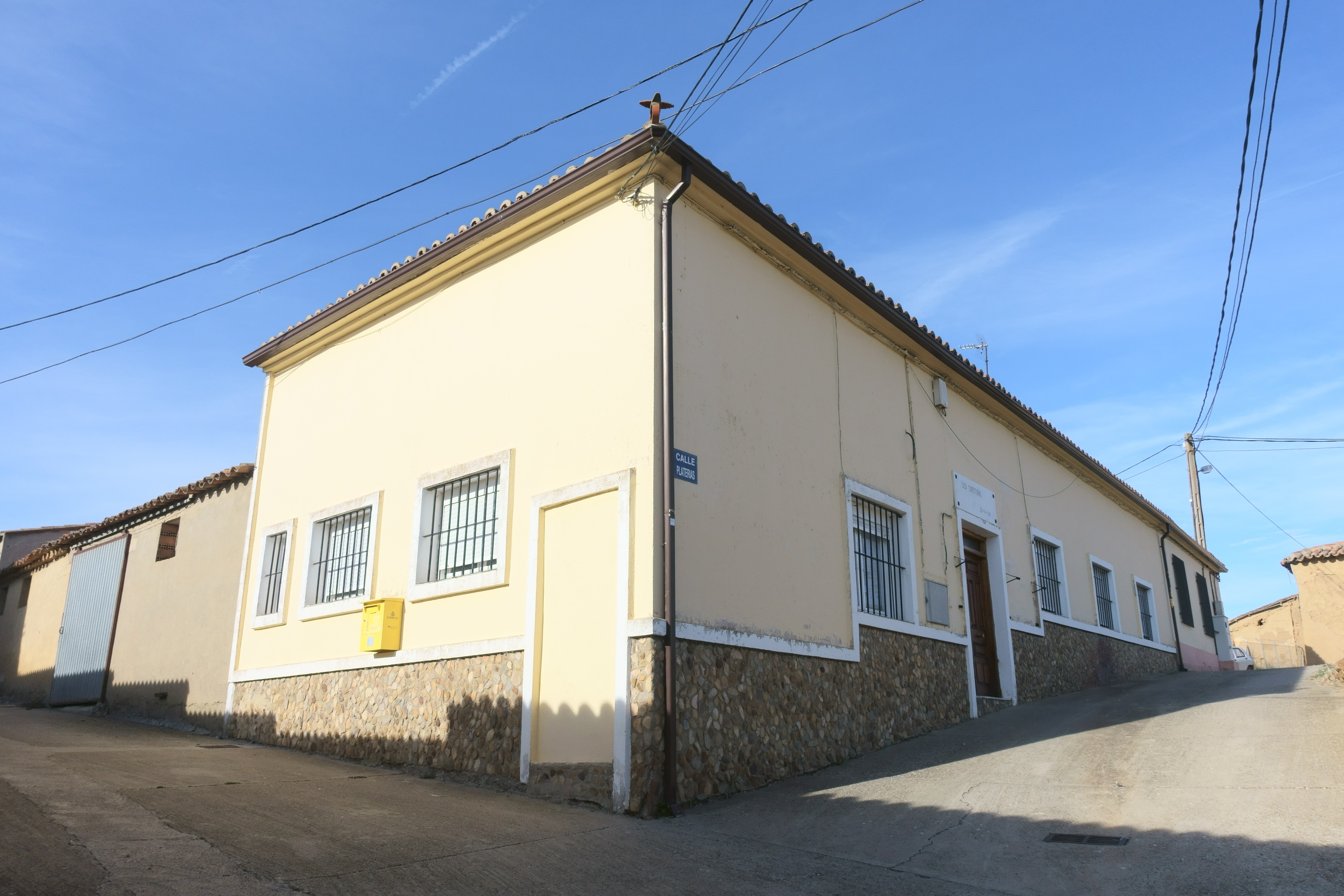
Casa consistorial.

| 2007-2011 | José Julio Herrero del Campo | PP      |
| 2015-2019 | José Julio Herrero del Campo | PP      |

### Evolución de la deuda viva

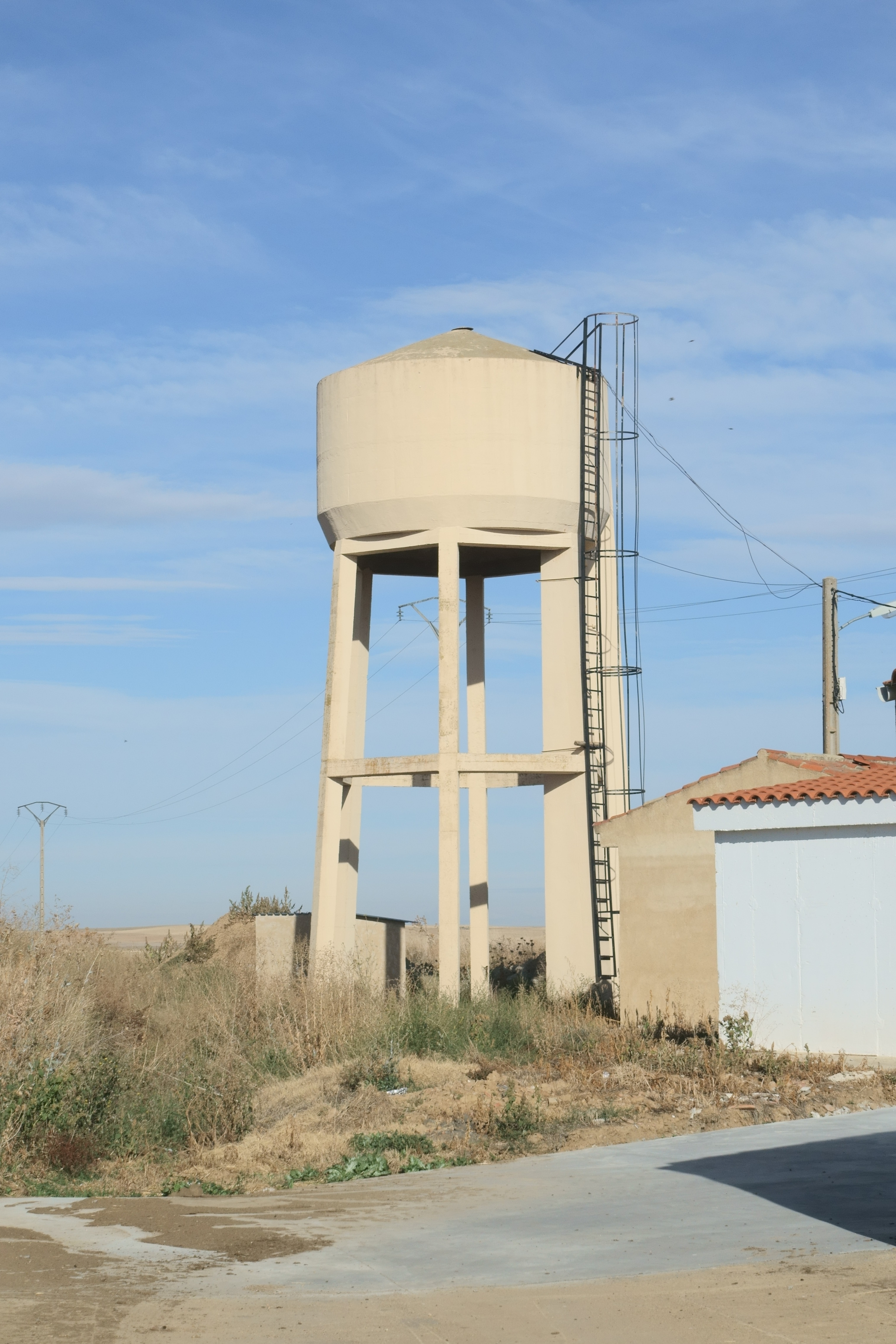
Depósito.

El concepto de deuda viva contempla solo las deudas con cajas y bancos relativas a créditos financieros, valores de renta fija y préstamos o créditos transferidos a terceros, excluyéndose, por tanto, la deuda comercial.
Entre los años 2008 a 2014 este ayuntamiento no ha tenido deuda viva.

## Patrimonio
- Iglesia de San Martín de Tours. En ella destaca su torre campanario con formas mudéjares. Entre las obras artísticas que allí se custodian destaca la imagen de un Cristo de estilo gótico y factura popular que goza de una gran devoción en el pueblo.

- Área Temática de las Estepas Cerealistas. Se ubica dentro del término municipal de San Martín de Valderaduey.

## Mancomunidad del Raso de Villalpando
San Martín forma parte de la Mancomunidad Intermunicipal del Raso de Villalpando junto con otros doce municipios de la Tierra de Campos de la provincia de Zamora. Este consorcio de municipios, a pesar de que se autodenomina mancomunidad, no tiene tal naturaleza, consistiendo su finalidad en la explotación del monte público denominado el Raso de Villalpando, este último declarado en el año 2000 de utilidad pública.
El monte del Raso de Villalpando se encuentra situado en el término municipal de Villalpando y tiene una superficie total de 1.654 hectáreas de las cuales 90 pertenecen a enclavados. Tiene carácter patrimonial y aprovechamiento comunal, estando consorciado con el número de Elenco 3028. Las bases del Consorcio, entre el Patrimonio Forestal del Estado y la Mancomunidad de Raso de Villalpando fueron aprobadas con fecha 13 de febrero de 1948, aunque sus orígenes se remontan a finales del siglo X o principios del siglo XI por donación de los Reyes leoneses, posiblemente Alfonso V, a Villalpando, por aquella época cabeza del Alfoz, y a las aldeas del mismo.
Desde un punto de vista botánico, se trata de un monte poblado por especies como el pinus pinea y pinus pinaster, aunque también existen rodales de pinus nigra. Se halla presente el quercus rotundifolia y de manera muy aislada crataegus monogyna, cistus ladaniferus y populifolius así como chamaespartium tridentatum.

## Refranero respecto a la localidad
Su proximidad con Villárdiga hace que los dos pueblos parezcan uno, y como dice un refrán popular "San Martín y Villárdiga dos lugares son, que desde lejos parecen la luna y el sol".